# Becplaner rosat
El becplaner rosat (Platalea ajaja) és una espècie d'ocell de la família dels tresquiornítids (Threskiornithidae), l'únic amb color general diferent al blanc. Va ser inclosa al monotípic gènere Ajaia.

## Morfologia
- Gran ocell, amb una llargària de 71-86 cm, una envergadura de 120-130 cm i un pes d'1,2-1,8 kg.
- Aspecte típic del gènere, amb cames i coll llarg i el llarg bec en forma d'espàtula.
- Zona de pell nua verdosa al cap. Coll i esquena blanc. Plomall de plomes roses al pit. Bec de color gris.
- Sense dimorfisme sexual.
- Color general rosa, que com en el cas del flamenc del Carib, és producte de pigments carotenoides com la cantaxantina.

## Hàbitat i distribució
Habita aiguamolls, pantans, estanys, llacunes i manglars, principalment de la zona neotropical, des de les zones costaneres de Texas, Louisiana i Florida i Cuba, Bahames i la Hispaniola, cap al sud, per Amèrica central fins a Colòmbia, Veneçuela i Guaiana, ambdós vessants de l'Equador i el Perú, est de Bolívia i Brasil fins al Paraguai, Uruguai i nord de l'Argentina. També al centre de Xile.